# Euthalia kanda
Espèce
Euthalia kanda est une espèce de papillon de la famille des Nymphalidae, de la sous-famille des Limenitidinae et du genre Euthalia.

## Dénomination
Euthalia kanda a été décrit  par Frederic Moore en 1859 sous le nom initial d' Adolias kanda.

### Sous-espèces
- Euthalia kanda kanda ; présent à Bornéo
- Euthalia kandaatys Fruhstorfer, 1906 ; présent dans le nord-est de Sumatra.
- Euthalia kanda elicius de Nicéville, 1890 ; présent en Birmanie et en Thaïlande.
- Euthalia kanda marana Corbet, 1937 ; présent en Malaisie.
- Euthalia kanda mitschkei Lathy, 1913 ; présent à Nias[1].

## Description
C'est un grand papillon aux ailes brunes marbrées. Les femelles ressemblent beaucoup aux femelles de Tanaecia iapis

## Écologie et distribution
Euthalia kanda est présent en Birmanie, en Thaïlande, en Malaisie, à Bornéo, à Sumatra et à Nias .

### Protection
Pas de statut de protection particulier.